# Cumia adjuncta
Cumia adjuncta is een slakkensoort uit de familie van de Colubrariidae. De wetenschappelijke naam van de soort is voor het eerst geldig gepubliceerd in 1929 door Tom Iredale.